# Cosas imposibles
Cosas imposibles is een Mexicaanse film uit 2021, geregisseerd door Ernesto Contreras.

## Verhaal
De film speelt zich af in een wooncomplex in Mexico-Stad en vertelt het verhaal van Matilde, een 60-jarige weduwe die geplaagd wordt door herinneringen aan haar overleden gewelddadige man. Op een dag sluit ze een onwaarschijnlijke vriendschap met Miguel, haar 19-jarige buurjongen, die net als Matilde zijn eigen problemen heeft. Ze proberen elkaar te helpen ontsnappen aan hun moeilijke levens.

## Rolverdeling
| Acteur           | Personage |
| ---------------- | --------- |
| Nora Velázquez   | Matilde   |
| Benny Emmanuel   | Miguel    |
| Salvador Garcini | Porfirio  |
| Luisa Huertas    | Eugenia   |
| Andrés Delgado   | Lalo      |

## Productie
Regisseur Ernesto Contreras ontmoette scenarioschrijfster Fanie Soto tijdens de uitreiking van de Matilde Landeta-prijs, toen ze hem vertelde over een script dat ze had geschreven. Ze wilde de film niet zelf regisseren, en was op zoek naar een regisseur die dat wel wilde. Contreras raakte geïnteresseerd, en samen gingen ze op zoek naar een producent die de film wilde produceren. 
Contreras had geen acteurs in gedachten voor de film, en besteedde daarom veel tijd aan de casting.  Actrice Nora Velázquez kreeg de rol vanwege de kwetsbaarheid die ze liet zien, en met Benny Emmanuel had Contreras eerder gewerkt aan de film Primaveras oscuras. Het contrast tussen beide acteurs gaf de doorslag.
Voor de locatie liet Contreras zijn team zoeken naar een wooncomplex dat aansloot op een basketbalveld. Toen het team aan kwam zetten met foto's van een paars gebouw, was Contreras in eerste instantie niet overtuigd, en vond het "te paars". Toen hij de plek bezocht, ontdekte hij dat er vlakbij een kerk was met Japanse motieven en speeltoestellen met groene draken. Dit bracht hem op het idee dit het leidende motief te laten zijn voor de rest van de film.

## Release
De film ging in première in Mexico op 17 juni 2022.

## Ontvangst

### Recensies
Op Rotten Tomatoes geven 2 recensenten de film een positieve recensie.

### Prijzen en nominaties
De film werd voor 10 Ariels genomineerd, de belangrijkste filmprijs in Mexico. De film won er uiteindelijk 1.
| Jaar | Evenement            | Categorie               | Genomineerde                                                            | Resultaat   |
| ---- | -------------------- | ----------------------- | ----------------------------------------------------------------------- | ----------- |
| 2022 | Ariel (64ste editie) | Beste film              | Cosas imposibles                                                        | Genomineerd |
| 2022 | Ariel (64ste editie) | Beste regisseur         | Ernesto Contreras                                                       | Genomineerd |
| 2022 | Ariel (64ste editie) | Beste acteur            | Benny Emmanuel                                                          | Genomineerd |
| 2022 | Ariel (64ste editie) | Beste actrice           | Nora Velázquez                                                          | Genomineerd |
| 2022 | Ariel (64ste editie) | Beste mannelijke bijrol | Andrés Delgado                                                          | Genomineerd |
| 2022 | Ariel (64ste editie) | Beste mannelijke bijrol | Salvador Garcini                                                        | Genomineerd |
| 2022 | Ariel (64ste editie) | Beste camerawerk        | César Gutiérrez Miranda                                                 | Genomineerd |
| 2022 | Ariel (64ste editie) | Beste filmmuziek        | Andrés Sánchez, Gus Reyes                                               | Gewonnen    |
| 2022 | Ariel (64ste editie) | Beste artdirector       | Diana Saade                                                             | Genomineerd |
| 2022 | Ariel (64ste editie) | Beste geluid            | Misael Hernández, Enrique Greiner, Raymundo Ballesteros, Manuel Montaño | Genomineerd |